# 哈罗德·坦珀利
哈罗德·坦珀利（1879年4月20日—1939年7月11日）是一位英国历史学家，曾任剑桥大学现代史教授和剑桥大学彼得学院院长，主要作品有《塞尔维亚史：困扰欧罗巴一千五百年的火药桶》（History of Serbia，1917年）等。